# Победители AVN Awards
Этот список содержит победителей AVN Awards в основных номинациях. Полный список можно найти по ссылке внизу страницы.

## Победители 1984—1989
|                                        | 1984                                   | 1985                                        | 1986                                        | 1987                                           | 1988                                         | 1989                                        |
| -------------------------------------- | -------------------------------------- | ------------------------------------------- | ------------------------------------------- | ---------------------------------------------- | -------------------------------------------- | ------------------------------------------- |
| Лучшая новая старлетка                 | Рэйчел Эшли                            | Джинджер Линн                               | Эйнджел                                     | Барбара Дэр                                    | Саманта Стронг                               | Ая                                          |

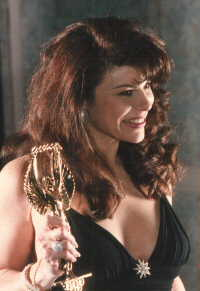
Она Зи

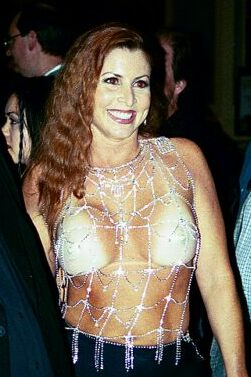
Шанна Маккалау

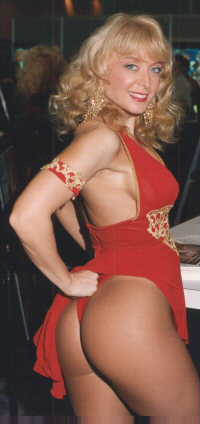
Нина Хартли

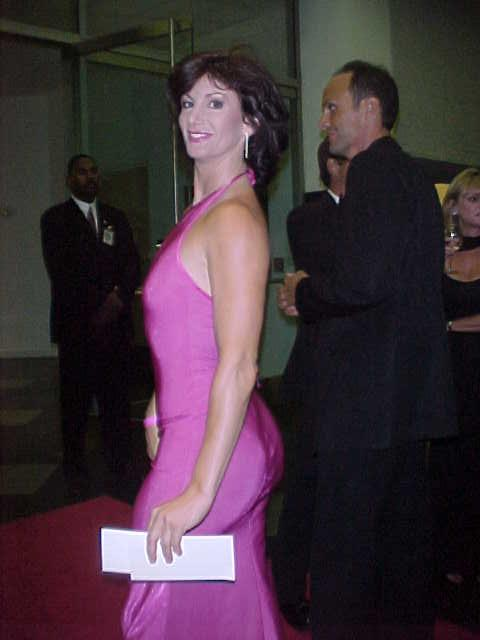
Шэрон Митчелл

| Лучшая актриса — фильм                 | Шэрон Митчелл — Sexcapades             | Памела Манн — The X Factor                  | Шери Сент-Клер — Corporate Assets           | Коллин Бреннан — Getting Personal              | Криста Лэйн — Deep Throat II                 | Она Зи — Portrait of an Affair              |
| Лучшая актриса — видео                 | —                                      | —                                           | Джинджер Линн — Project Ginger              | Нина Хартли — Debbie Duz Dishes                | Шанна Маккалау — Hands Off                   | Барбара Дэр — Naked Stranger                |
| Лучший актёр — фильм                   | Ричард Пачеко — Irresistible           | Эрик Эдвардс — X Factor                     | Гарри Римс — Trashy Lady                    | Майк Хорнер — Sexually Altered States          | Джон Лесли — Firestorm II                    | Роберт Баллок — Portrait of an Affair       |
| Лучший актёр — видео                   | —                                      | —                                           | Эрик Эдвардс — Dangerous Stuff              | Бак Адамс — Rockey X                           | Роберт Баллок — Romeo and Juliet             | Джон Мартин — Case of the Sensuous Sinners  |
| Лучшая актриса второго плана — фильм   | Тиффани Кларк — Hot Dreams             | Лиза Де Лиу — Dixie Ray, Hollywood Star     | Лиза Де Лиу — Raw Talent                    | Коллин Бреннан — Star Angel                    | Тиш Эмброуз — Firestorm II                   | Нина Хартли — Portrait of an Affair         |
| Лучшая актриса второго плана — видео   | —                                      | —                                           | —                                           | —                                              | —                                            | Жаклин Лорианс — Beauty & the Beast         |
| Лучший актёр второго плана — фильм     | Ричард Пачеко — Nothing to Hide        | Джон Лесли — Firestorm                      | Рон Джереми — Candy Stripers II             | Джои Силвера — She’s So Fine                   | Майкл Гонт — Firestorm II                    | Джеми Гиллис — Pretty Peaches 2             |
| Лучший актёр второго плана — видео     | —                                      | —                                           | —                                           | —                                              | —                                            | Ричард Пачеко — Sensual Escape              |
| Лучшее исполнение без секса            | —                                      | —                                           | —                                           | —                                              | —                                            | Джози Дювал — Pillowman                     |
| Лучший режиссёр — фильм                | Сесил Говард — Scoundrels              | Энтони Спинелли — Dixie Ray, Hollywood Star | Сесил Говард — Snake Eyes                   | Сесил Говард — Star Angel                      | Ричард Пачеко — Careful, He May be Watching  | Алекс де Ренци — Pretty Peaches 2           |
| Лучший режиссёр — видео                | —                                      | Анри Пашар — Long Hard Nights               | Пол Вотелли — Erotic Zones II               | Джером Теннер — Club Exotica                   | Анри Пашар — Talk Dirty to Me, Part V        | Джон Лесли — Catwoman                       |
| Лучший оператор                        | Кен Гиб — All American Girls           | Фред Андес — Dixie Ray, Hollywood Star      | Ларри Ривен — Raw Talent                    | Сэнди Бич — Star Angel                         | Элрой Бренди — Firestorm II                  | Мистер Эд — Miami Spice II                  |
| Лучший фильм без сюжета                | C.T. (Coed Teasers)                    | Unthinkable                                 | Ball Busters                                | Wild Things                                    | Baby Face II                                 | Angel Puss                                  |
| Самые высокие сборы за просмотр онлайн | —                                      | —                                           | —                                           | —                                              | Traci, I Love You                            | The Devil in Mr. Holmes                     |
| Самые высокие продажи года             | —                                      | —                                           | —                                           | —                                              | Traci, I Love You                            | Miami Spice II                              |
| Лучшее альтернативное издание          | Playboy Video, Volume 3                | Ilsa, She-Wolf of the S.S.                  | Crimes Of Passion                           | Electric Blue: Campus Fever                    | Encounters                                   | Erotic Dreams                               |
| Лучшая сцена секса пары — фильм        | Тиффани Кларк, Майкл Брюс — Hot Dreams | Том Байрон, Джинджер Линн — Kinky Business  | Ten Little Maidens                          | Робин Кэннес, Джон Лесли — Wild Things         | Криста Лэйн и другие — Deep Throat II        | Ричард Пачеко, Нина Хартли — Sensual Escape |
| Лучшая сцена секса пары — видео        | —                                      | —                                           | Джинджер Линн, Эрик Эдвардс — Slumber Party | Джои Силвера, Криста Лэйн — Blame It on Ginger | Джои Силвера, Трейси Адамс — Made In Germany | Хершел Сэвадж, Нина Хартли — Sensual Escape |
| Лучшее редактирование — фильм          | Scoundrels                             | Good Girl, Bad Girl                         | Snake Eyes                                  | The Ribald Tales of Canterbury                 | Babyface Part 2                              | Pretty Peaches 2                            |
| Лучший фильм                           | Scoundrels                             | Talk Dirty To Me Part III                   | Raw Talent                                  | Devil In Miss Jones 3                          | Careful, He May Be Watching                  | Pretty Peaches 2                            |

## Победители 1990—1994
|                                        | 1990                                               | 1991                                               | 1992                                                     | 1993                                                                 | 1994                                                                                         |
| -------------------------------------- | -------------------------------------------------- | -------------------------------------------------- | -------------------------------------------------------- | -------------------------------------------------------------------- | -------------------------------------------------------------------------------------------- |

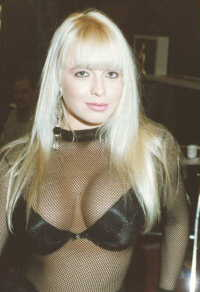
Саванна

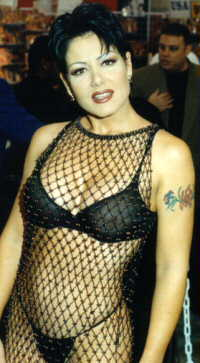
Джинна Файн

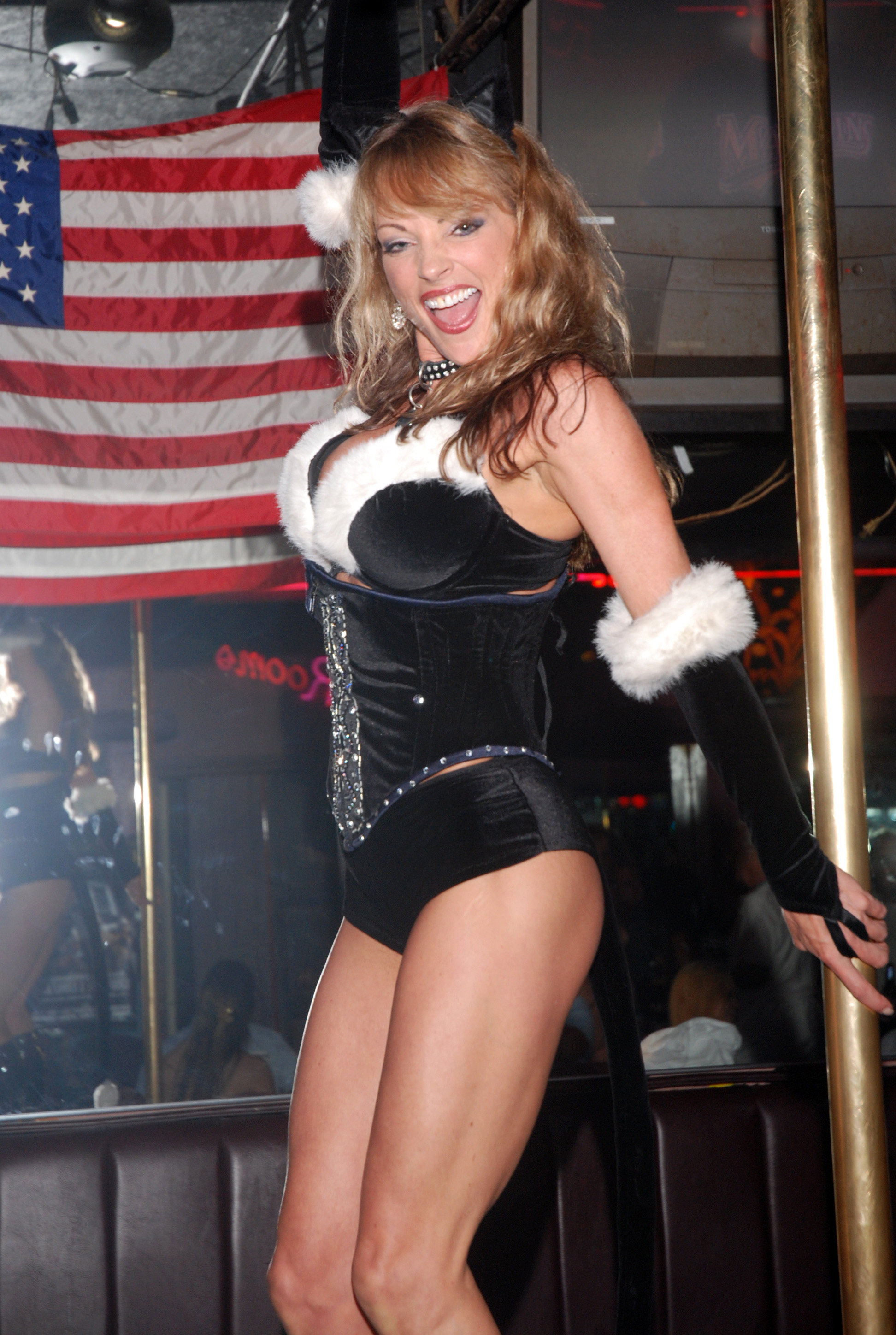
Шейла Лаво

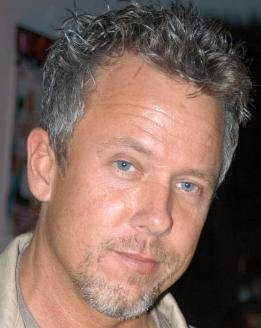
Том Байрон

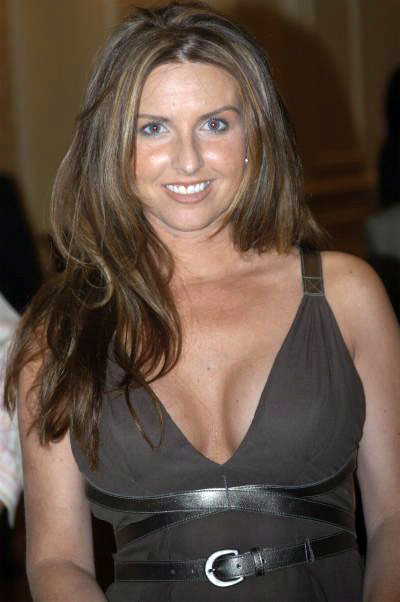
Вэнди Найт

| Лучшая новая старлетка                 | Виктория Пэрис и Тори Уэллс (ничья)                | Дженифер Стюарт                                    | Саванна                                                  | Алекс Джордан                                                        | Шейла Лаво                                                                                   |
| Исполнительница года                   | —                                                  | —                                                  | —                                                        | Эшлин Гир                                                            | Деби Даймонд                                                                                 |
| Исполнитель года                       | —                                                  | —                                                  | —                                                        | Рокко Сиффреди                                                       | Джонатан Морган                                                                              |
| Лучшая актриса — фильм                 | —                                                  | Гипатия Ли — The Masseuse                          | Джинна Файн — Hothouse Rose                              | Эшлин Гир — Chameleons                                               | Бритни Лоара – Mud Shark in the Water!                                                       |
| Лучшая актриса — видео                 | Шарон Кейн — Bodies in Heat — The Sequel           | Лоурен Брайс — Married Women                       | Она Зи — The Starlet                                     | Эшлин Гир — Two Women                                                | Бритни Лоара – Friday Night Delights                                                         |
| Лучший актёр — фильм                   | —                                                  | Рэнди Спирс — The Masseuse                         | Бак Адамс — Roxy                                         | Майк Хорнер — The Seduction of Mary                                  | Майк Хорнер — Justine                                                                        |
| Лучший актёр — видео                   | Джон Мартин — Cool Sheets                          | Эрик Эдвардс — The Last X-Rated Movie              | Том Байрон — Sizzle                                      | Джои Силвера — The Party                                             | Джонатан Морган — The Creasemaster                                                           |
| Лучшая актриса второго плана — фильм   | —                                                  | Деидре Холланд — Veil                              | Бритт Морган — On Trial                                  | Она Зи — The Secret Garden 1 & 2                                     | Тианна — Justine                                                                             |
| Лучшая актриса второго плана — видео   | Вайпер — Mystery of the Golden Lotus               | Нина Хартли — The Last X-Rated Movie               | Селена Стил — Sirens                                     | Мелани Мур — The Party                                               | Порше Линн — Servin' It Up                                                                   |
| Лучший актёр второго плана — фильм     | —                                                  | Джон Мартин — Pretty Peaches 3                     | Джон До — Brandy & Alexander                             | Джои Силвера — Facedance 1 and 2                                     | Стив Дрейк - Whispered Lies                                                                  |
| Лучший актёр второго плана — видео     | Рик Сэйведж — The Bedman and Throbbin              | Рон Джереми — Playin' Dirty                        | Майк Хорнер — Bite                                       | Тони Тедески — Smeers                                                | Рэнди Спирз — Haunted Nights                                                                 |
| Лучшее исполнение без секса            | Ник Рэндом — True Love                             | Джоз Дюваль — Oh, What a Night                     | Карл Эссер — On Trial                                    | Джей Би — Dirty Little Mind of Martin Fink                           | Джонатан Морган — Haunted Nights                                                             |
| Лучшее поддразнивание                  | Трейси Адамс — Adventures of Buttman               | Шантелль — Bend Over Babes                         | Тианна — Indian Summer 1 , 2                             | Ракель Дэрриан — Bonnie and Clyde                                    | Тианна — Justine                                                                             |
| Лучший режиссёр — фильм                | Анри Пашар — The Nicole Stanton Story, часть 1 & 2 | Эндрю Блейк - House of Dreams                      | Джон Стальяно — Wild Goose Chase                         | Джон Стальяно - Face Dance, Parts I & II                             | Пол Томас - Justine                                                                          |
| Лучший режиссёр — видео                | Жан-Пьер Ферранд и Питер Дэви — Voodoo Lust        | Пол Томас — Beauty & the Beast 2                   | Скотти Фокс — The Cockateer                              | (разделили) Алекс де Ренци — Two Women и Энтони Спинелли — The Party | Джим Инрайт — Haunted Nights                                                                 |
| Лучшая лесбийская сцена — фильм        | —                                                  | —                                                  | —                                                        | Эшлин Гир и Дейдре Холланд — Chameleons                              | Джанин Линдмалдер и Джулия Энн — Hidden Obsessions                                           |
| Лучшая лесбийская сцена — видео        | Барбара Дэр & Эйприл Уэст — True Love              | Виктория Пэрис & Сабрина Даун — The New Barbarians | Мисти Маккейн & Кэрри Джонс — American Buttman in London | —                                                                    | Buttslammers 2 — Оргия с фонариком (Селеста, Фелеция, Лиа Барен, Сидни Сент-Джеймс и Тианна) |
| Лучший оператор                        | Эндрю Блейк — Night Trips                          | Эндрю Блейк — House of Dreams                      | Джон Стальяно — Wild Goose Chase                         | Джон Стальяно — Face Dance Parts I & II                              | Эндрю Блейк — Hidden Obsession                                                               |
| Лучшее видео без сюжета                | Hello Molly                                        | Buttman's Ultimate Workout                         | Buttman's European Vacation                              | Realities 2                                                          | The Bottom Dweller                                                                           |
| Лучшая лесбийская сцена — фильм        | Where the Boys Aren't                              | Ghost Lusters                                      | Buttwoman                                                | Kittens III                                                          | (All The Girls Are) ButtSlammers                                                             |
| Самые высокие сборы за просмотр онлайн | The Nicole Stanton Story                           | Pretty Peaches 3                                   | The Masseuse                                             | Chameleons                                                           | New Wave Hookers 3                                                                           |
| Самые высокие продажи года             | The Nicole Stanton Story                           | House of Dreams                                    | New Wave Hookers 2                                       | Chameleons                                                           | Hidden Obsessions                                                                            |
| Лучший альтернативный фильм            | Party Favors                                       | Sea of Dreams                                      | Love Scenes, Volume One                                  | Love Scenes, Vol. 2                                                  | Sex on the Beach                                                                             |
| Лучший фильм                           | Night Trips                                        | House of Dreams                                    | On Trial и Wild Goose Chase (ничья)                      | Face Dance, Parts I & II                                             | Justine (Cal Vista Films)                                                                    |
| Лучшая сцена секса пары — фильм        | Эрик Эдвардс и Шарон Кейн — Firestorm 3            | House of Dreams                                    | X Factor The Next Generation                             | Face Dance, Parts 1 & 2                                              | Роксанн Блейз & Майк Хорнер Justine (Cal Vista Films)                                        |

## Победители 1995—1999
|                                             | 1995                                                  | 1996                                                                                       | 1997                                                      | 1998                                                        | 1999                                                  |
| ------------------------------------------- | ----------------------------------------------------- | ------------------------------------------------------------------------------------------ | --------------------------------------------------------- | ----------------------------------------------------------- | ----------------------------------------------------- |
| Лучшая новая старлетка                      | Кайли Айрлэнд                                         | Дженна Джеймсон                                                                            | Мисси                                                     | Джонни Блэк                                                 | Алиша Класс                                           |
| Лучшая исполнительница года                 | Азия Каррера                                          | Кейтлин Эшли                                                                               | Мисси                                                     | Стефани Свифт                                               | Хлоя                                                  |
| Лучший исполнитель года                     | Джон До                                               | Рокко Сиффреди                                                                             | T.T.Бой                                                   | Том Байрон                                                  | Том Байрон                                            |

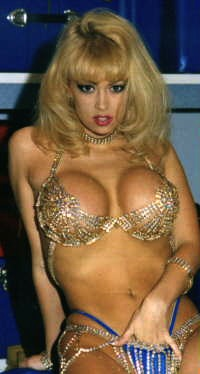
Дженна Джеймсон в начале карьеры

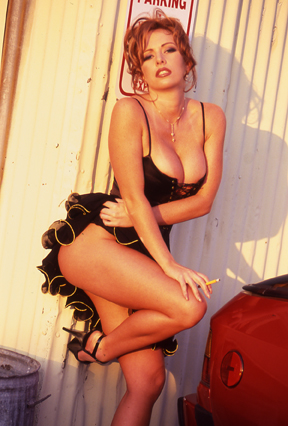
Кайли Айрлэнд

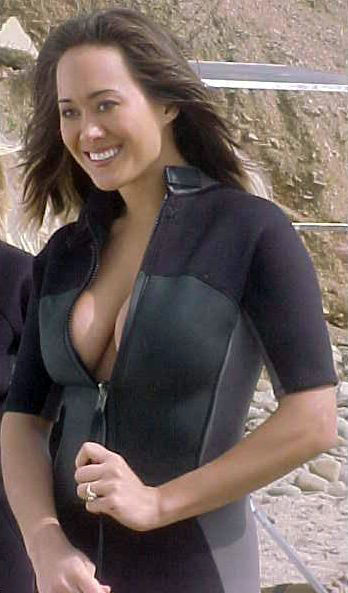
Азия Каррера

| Лучшая актриса — фильм                      | Эшлин Гир - The Masseuse 2                            | Джинна Файн - Skin Hunger                                                                  | Мелисса Хилл - Penetrator 2: Grudgefuck Day               | Дианна Лаурен - Bad Wives                                   | Шанна Маккалау - Looker                               |
| Лучшая актриса — видео                      | Эшлин Гир - Body & Soul                               | Дженна Джеймсон - Wicked One                                                               | Джинна Файн - My Surrender                                | Стефани Свифт - Miscreants                                  | Джинна Файн - Café Flesh 2                            |
| Лучший актёр — фильм                        | Бак Адамс — No Motive                                 | Майк Хорнер - Lessons in Love                                                              | Джеми Гиллис - Bobby Sox                                  | Стивен Сент-Круа - Bad Wives                                | Джеймс Бонн - Models                                  |
| Лучший актёр — видео                        | Стивен Сент-Круа - Chinatown                          | Джон До - Latex                                                                            | Джон До - Shock                                           | Том Байрон - Indigo Delta                                   | Майкл Дж.Кокс - L.A. Uncovered                        |
| Лучшая актриса второго плана — фильм        | Тиффани Миллион - Sex                                 | Ариана - Desert Moon                                                                       | Шанна Маккалау - Bobby Sox                                | Мелисса Хилл - Bad Wives                                    | Хлоя - The Masseuse 3                                 |
| Лучшая актриса второго плана — видео        | Кейтлин Эшли - Shame                                  | Джинна Файн - Dear Diary                                                                   | Джули Эштон - Head Trip                                   | Джинна Файн - Miscreants                                    | Кати Голд - Pornogothic                               |
| Лучший актёр второго плана — фильм          | Джон До - Sex                                         | Стивен Сент-Круа - Forever Young                                                           | Тони Тедески - The Show                                   | Уайлд Оскар - Doin' the Ritz                                | Майкл Дж. Кокс - Models                               |
| Лучший актёр второго плана — видео          | Джонатан Морган - The Face                            | Алекс Сандерс - Dear Diary                                                                 | Тони Тедески - Silver Screen Confidential                 | Дэйв Хардман - Texas Dildo Masquerade                       | Джеми Гиллис - Forever Night                          |
| Лучший не-порноактёр                        | Э.З.Райдер - Erotika                                  | Вероника Харт — Nylon                                                                      | Скотти Шварц - Silver Screen Confidential                 | Джеми Гиллис - New Wave Hookers 5                           | Роберт Блэк - The Pornographer                        |
| Лучшее дразнящее исполнение                 | Кристина Энджел - Dog Walker                          | Кристи Каньон - Comeback                                                                   | Джанин Линдмалдер - Extreme Close-Up                      | Сильвия Сэйнт - Fresh Meat 4                                | Ава Лустра - Leg Sex Dream                            |
| Лучший режиссёр — фильм                     | Джон Лесли - Dog Walker                               | Майкл Зен - Blue Movie                                                                     | Пол Томас - Bobby Sox                                     | Ник Крамер - Operation Sex Siege                            | Ник Крамер - Looker                                   |
| Лучший режиссёр — видео                     | Джон Лесли - Bad Habits                               | Майкл Нинн - Latex                                                                         | Майкл Нинн - Shock                                        | Роберт Блэк - Miscreants                                    | Джон Лесли - The Lecher 2                             |
| Лучшая лесбийская сцена — фильм             | The Dinner Party - Селесте, Деби Даймонд и Мисти Рэйн | Fantasy Chamber - Фелисия, Джентил и Мисти Рэйн                                            | Dreams of Desire - Мелисса Хилл и Джилл Келли             | Satyr - Мисси & Дженна Джеймсон                             | White Angel - Лора Палмер, Руби, Чарли и Клаудиа      |
| Лучшая лесбийская сцена — видео             | Buttslammers 4 - Фелисия, Бьонка & Деби Даймонд       | Takin' It to the Limit 6 - Трейси Аллен, Карина Коллинз, Фелесиа, Джилл Келли & Мисти Рэйн | Buttslammers the 13th - Мисси, Мисти Рэйн & Карисса Саваж | Cellar Dwellers 2 - Джинна Файн, П.Дж.Спаркс & Триша Деверо | Buttslammers 16 - Карисса Саваж, Роксана Халл & Чарли |
| Лучший оператор                             | Dog Walker - Джек Реми                                | Sex 2 - Билл Смит                                                                          | Unleashed -Эндрю Блейк                                    | Zazel: The Scent of Love - Филип Монд                       | Looker - Джек Реми                                    |
| Лучший фильм, состоящий только из порносцен | The Dinner Party                                      | The Player                                                                                 | Unleashed                                                 | Zazel: The Scent of Love                                    | High Heels                                            |
| Лучшее видео, состоящее только из порносцен | Takin' It to the Limit 1 & 2                          | Bottom Dweller 33 1/3                                                                      | John Leslie's Fresh Meat 3                                | John Leslie's Fresh Meat 4                                  | John Leslie's Fresh Meat 5                            |
| Лучший лесбийский фильм                     | Creme de Femme                                        | Buttslammers 10                                                                            | The Violation of Missy                                    | Diva 4                                                      | Welcome To The Cathouse                               |
| Лучший арендный титул года                  | John Wayne BobbittUncut                               | Latex                                                                                      | Shock                                                     | New Wave Hookers 5                                          | Pam and Tommy Lee:Hardcore & Uncensored               |
| Самый продаваемый титул года                | John Wayne BobbittUncut                               | Latex                                                                                      | (ничья) Shock / The World's Biggest Gangbang 2            | Zazel: The Scent of Love                                    | Pam & Tommy Lee:Hardcore & Uncensored                 |

## Победители 2000—2004
|                                             | 2000                                               | 2001                                         | 2002                                                                   | 2003                                                           | 2004 |
| Лучшая новая старлетка                      | Бриджитт Керков                                    | Тера Патрик                                  | Вайолет Блю                                                            | Дженна Хейз                                                    | Сторми Дэниэлс |
| Лучшая исполнительница года                 | Инари Вэш                                          | Джуэл Де’Найл                                | Никита Дениз                                                           | Аврора Сноу                                                    | Эшли Блу |
| Лучший исполнитель года                     | Лексингтон Стил                                    | Эван Стоун                                   | Лексингтон Стил                                                        | Лексингтон Стил                                                | Майкл Стефано |
| Лучшая актриса (фильм)                      | Хлоя - Chloe                                       | Тейлор Хейз, Рэйлин (ничья)                  | Джинджер Линн - Taken                                                  | Тейлор Сент-Клэр - Fashionistas                                | Саванна Сэмсон - Looking In |
| Лучшая актриса (видео)                      | Серенити - Double Feature!                         | Серенити - M Caught in the Act               | Сидни Стил - Euphoria                                                  | Девин Лейн - Breathless                                        | Джулия Энн - Beautiful |

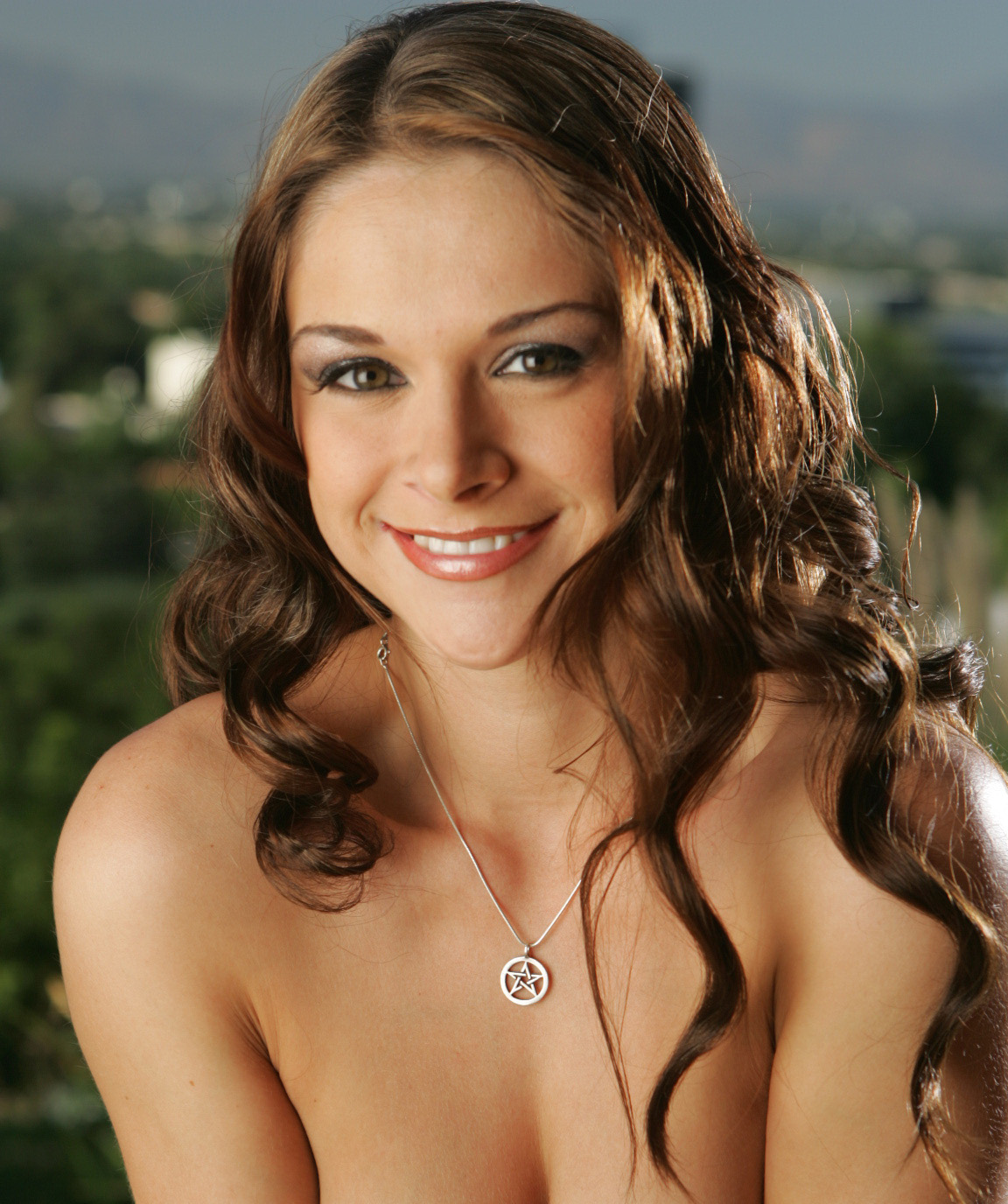
Вайолет Блю

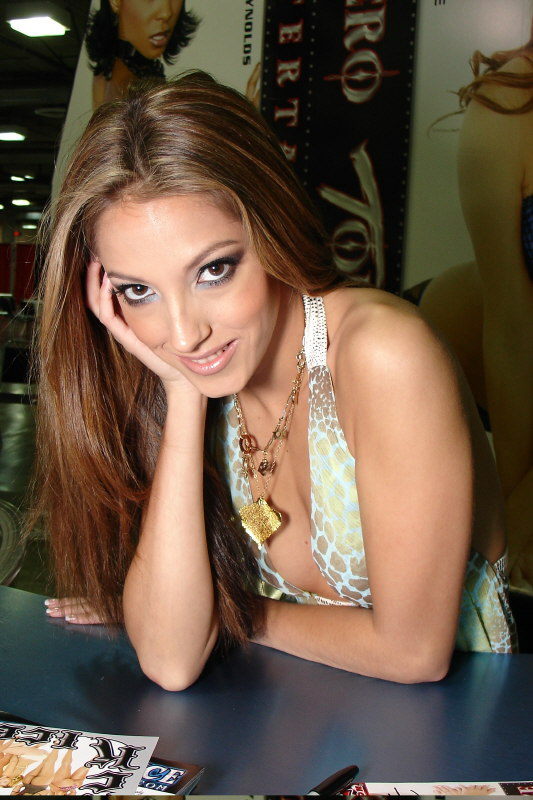
Дженна Хейз

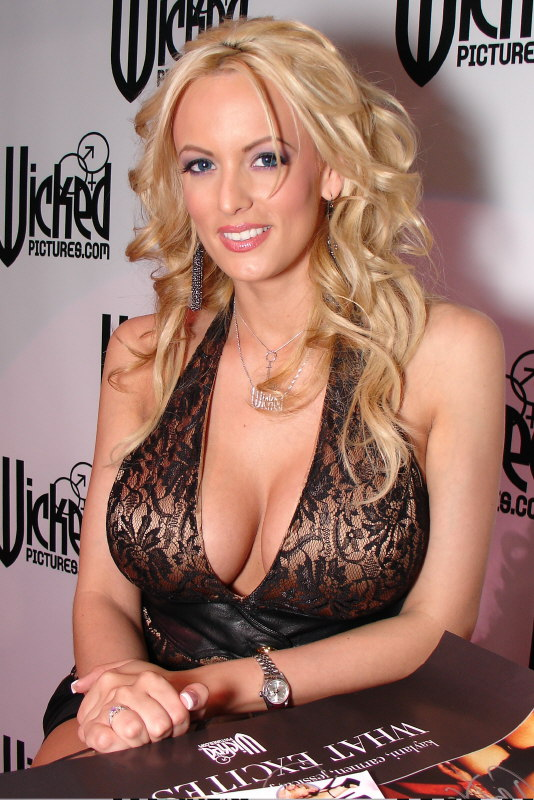
Сторми Дэниэлс

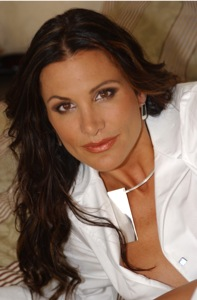
Сидни Стил

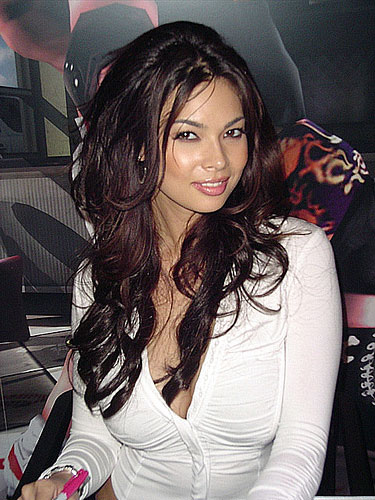
Тера Патрик

| Лучший актёр (фильм)                        | Джеймс Бонн - Chloe                                | Эван Стоун - Adrenaline                      | Энтони Крэйн - Beast                                                   | Брэд Армстронг - Falling From Grace                            | Рэнди Спирс - Heart of Darkness                                                                                                |
| Лучший актёр (видео)                        | Рэнди Спирс - Double Feature!                      | Джоэл Лоуренс - Raw                          | Майк Хорнер - Euphoria                                                 | Дэйл Дабоун - Betrayed By Beauty                               | Эван Стоун - Space Nuts |
| Лучшая актриса второго плана (фильм)        | Джанин - Seven Deadly Sins                         | Хлоя - True Blue                             | Джули Медоуз - Fade To Black                                           | Белладонна - The Fashionistas                                  | Дрю Берримор - Heart of Darkness                                                                                               |
| Лучшая актриса второго плана (видео)        | Шанна Маккалау - Double Feature!                   | Мидори - West Side                           | Ава Винсент - Succubus                                                 | Сидни Стил - Breathless                                        | Брук Баллентайн - Rawhide |
| Лучший актёр второго плана (фильм)          | Майкл Дж. Кокс - Seven Deadly Sins                 | Рэнди Спирс - Watchers                       | Хершел Сэвадж - Taken                                                  | Мистер Маркус - Paradise Lost                                  | Стивен Сент-Круа - Looking In                                                                                                  |
| Лучший актёр второго плана (видео)          | Том Байрон - LA 399                                | Уайлд Оскар - West Side                      | Майк Хорнер - Wild Thing                                               | Рэнди Спирс - Hercules                                         | Рэнди Спирс - Space Nuts |
| Лучший не-порноактёр                        | Энтони Крэйн - Double Feature!                     | Роб Спаллоне - The Sopornos                  | Пол Томас - Fade To Black                                              | Тина Тайлер - The Ozporns                                      | Аллан Рене - Opera |
| Лучшее дразнящее исполнение                 | Далия Грей - Playthings                            | Джессика Дрейк - Shayla's Web                | Тера Патрик - Island Fever                                             | Белладонна - The Fashionistas                                  | Майкл Уайлд - Crack Her Jack                                                                                                   |
| Лучший режиссёр — фильм                     | Рен Савант - Seven Deadly Sins                     | Джеймс Авалон - Les Vampyres                 | Пол Томас - Fade To Black                                              | Джон Стальяно - The Fashionistas                               | Пол Томас - Heart of Darkness                                                                                                  |
| Лучший режиссёр — видео                     | Джонатан Морган - Double Feature!                  | Ник Эндрюс - Dark Angels                     | Брэд Армстронг - Euphoria                                              | Майкл Рейвен - Breathless и Рокко Сиффреди - The Ass Collector | Майкл Рейвен - Beautiful |
| Лучший режиссёр — Иностранный релиз         | Анита Ринальди - Return To Planet Sexxx            | Таня Хайд - Hell, Whores and High Heels      | Кови - The Splendor of Hell                                            | Энтони Адамо - Private Gladiator                               | Газзман - Шотландский ловелас                                                                                                  |
| Лучшая лесбийская сцена — фильм             | Seven Deadly Sins - Джанин Линдмалдер и Джулия Энн | Les Vampyres - Ава Винсент и Сайрен          | Bad Wives 2 - Jail Cell Group                                          | The Fashionistas - Белладонна и Тейлор Сент-Клэр               | Snakeskin - Дрю Берримор и Тиана Кай                                                                                           |
| Лучшая лесбийская сцена — видео             | Tampa Tushy Fest - Алиша Класс и Хлоя              | Dark Angels - Сидни Стил & Джевел Де'Найл    | Where The Girls Sweat 5 - Хлоя, Тейлор Сент-Клэр, Сидни Кокс и Фелисия | I Dream of Jenna - Autumn, Никита Дениз и Дженна Джеймсон      | The Violation of Jessica Darlin - Джессика Дарлин, Брэнди Лаонс, Лана Мур, Холли Стивенс, Флик Шегвилл, Эшли Блу и Кристал Рэй |
| Лучший оператор                             | Search for the Snow Leopard - Джонни Инглиш        | Dream Quest - Джейк Джейкобс и Ральф Парфэйт | Blond & Brunettes - Эндрю Блейк                                        | The Villa - Эндрю Блейк                                        | Hard Edge - Эндрю Блейк |
| Лучший фильм, состоящий только из порносцен | Playthings                                         | Erotica                                      | Porno Vision                                                           |                                                                | Hard Edge |
| Лучшее видео, состоящее только из порносцен | The Voyeur 12                                      | Buttwoman vs. Buttwoman                      | Buttwoman Iz Bella                                                     | Bring 'Um Young 9                                              | Fetish: The Dreamscape |
| Лучший лесбийский фильм                     | The Four Finger Club 2                             | Hard Love/How to Fuck in High Heels          | The Violation of Kate Frost                                            | The Violation of Aurora Snow                                   | Babes Illustrated 13 |
| Лучший арендный титул года                  | Devil in Miss Jones 6                              | Dream Quest                                  | Island Fever                                                           | Briana Loves Jenna                                             | The Fashionistas |
| Самый продаваемый титул года                | The Houston 620                                    | Dream Quest                                  | Snoop Dogg's Doggystyle                                                | Briana Loves Jenna                                             | Hustlaz: Diary of a Pimp |

## Победители 2005—2009
|                                             | 2005                            | 2006                                                  | 2007                                         | 2008                                        | 2009 |
| ------------------------------------------- | ------------------------------- | ----------------------------------------------------- | -------------------------------------------- | ------------------------------------------- | --- |
| Лучшая новая старлетка                      | Цитерия                         | Маккензи Ли                                           | Наоми                                        | Бри Олсон                                   | Stoya |
| Лучшая исполнительница года                 | Лорен Феникс                    | Одри Холландер                                        | Хиллари Скотт                                | Саша Грей                                   | Дженна Хейз                                                                                                 |
| Лучший исполнитель года                     | Мануэль Феррара                 | Мануэль Феррара                                       | Томми Ганн                                   | Эван Стоун                                  | Джеймс Дин                                                                                                  |
| Самая недооценённая актриса года            |                                 |                                                       | Мика Тэн                                     | Джианна Майклз                              | Эмбер Рэйн                                                                                                  |

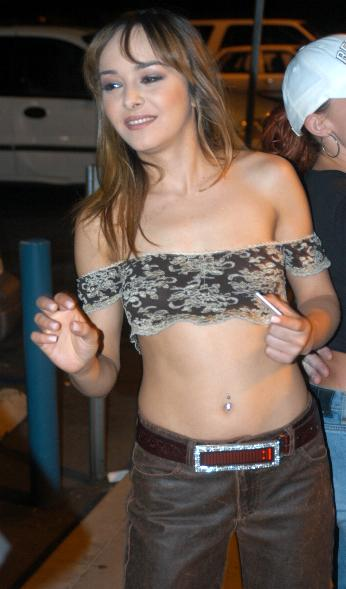
Цитерия — «королева сквиртинга»

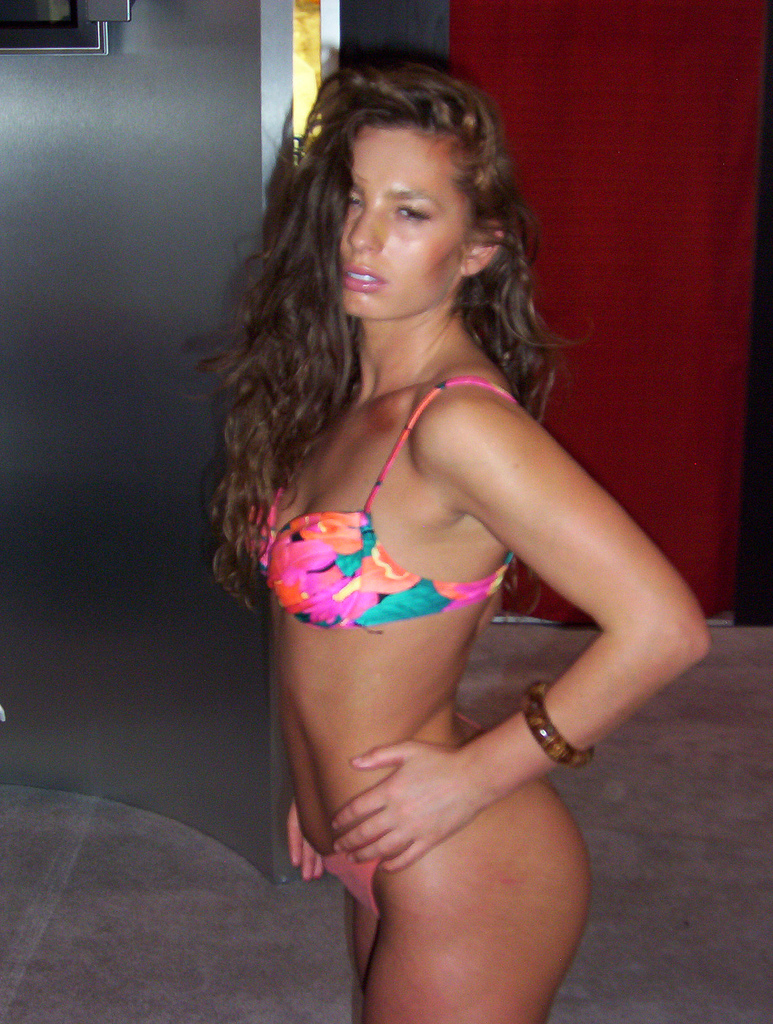
Наоми

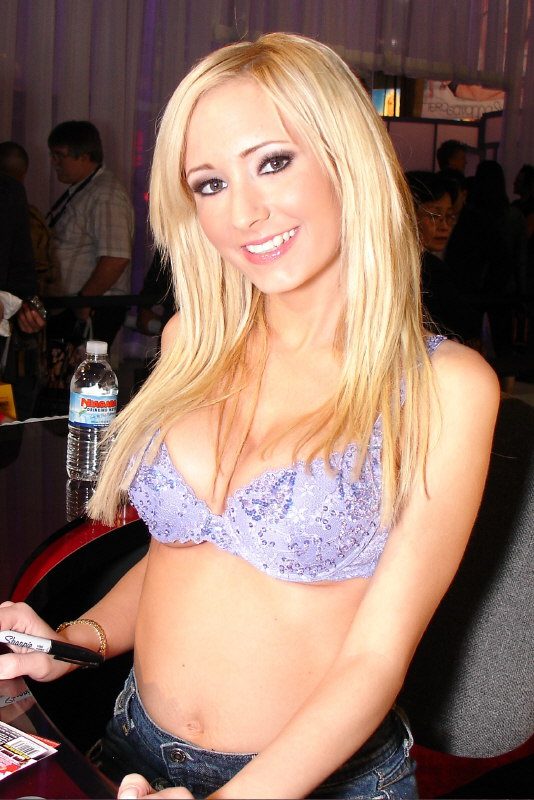
Хиллари Скотт

| Лучшая актриса (фильм)                      | Дженна Джеймсон — The Masseuse  | Саванна Сэмсон — The New Devil in Miss Jones          | Джессика Дрейк— Manhunters                   | Пенни Флейм – Layout                        | — |
| Лучшая актриса (видео)                      | Джессика Дрейк — Fluff and Fold | Джанин Линдмалдер — Pirates                           | Хиллари Скотт— Corruption                    | Ева Анджелина – Upload                      | Джессика Дрейк – Fallen                                                                                     |
| Лучшая иностранная актриса                  | Katsuni                         | Katsuni                                               | Katsuni                                      | Моника Маттос                               | Ив Эйнджел                                                                                                  |
| Лучший актёр (фильм)                        | Джей Грдина — The Masseuse      | Рэнди Спирс — Eternity                                | Рэнди Спирс — Manhunters                     | Том Байрон — Layout                         | |
| Лучший актёр (видео)                        | Барретт Блэйд — Loaded          | Эван Стоун — Pirates                                  | Эван Стоун — Sex Pix                         | Брэд Армстронг – Coming Home                | Эван Стоун — Pirates II: Stagnetti's Revenge                                                                |
| Лучшая актриса второго плана (фильм)        | Лесли Зен — Bare Stage          | Дженна Джеймсон — The New Devil in Miss Jones         | Кирстен Прайс — Manhunters                   | Кайли Айрлэнд — Layout                      | |
| Лучшая актриса второго плана (видео)        | Эшли Блу — Adore                | Сторми Дэниэлс — Camp Cuddly Pines Powertool Massacre | Katsuni — Fashionistas Safado: The Challenge | Хиллари Скотт — Upload                      | Белладонна — Pirates II: Stagnetti’s Revenge                                                                |
| Лучший актёр второго плана (фильм)          | Род Фонтана — The 8th Sin       | Рэнди Спирс — Dark Side                               | Курт Локвуд — To Die For                     | Рэнди Спирс – Flasher                       | |
| Лучший актёр второго плана (видео)          | Рэнди Спирс — Fluff and Fold    | Томми Ганн — Pirates                                  | Мануэль Феррара — She Bangs                  | Барретт Блейд – Coming Home                 | Бен Инглиш – Pirates II: Stagnetti's Revenge                                                                |
| Лучший режиссёр — фильм                     | Пол Томас — The Masseuse        | Пол Томас — The New Devil in Miss Jones               | Брэд Армстронг — Manhunters                  | Пол Томас – Layout                          | |
| Лучший режиссёр — видео                     | Дэвид Стэнли — Pretty Girl      | Джун — Pirates                                        | Эли Кросс - Corruption                       | Джон Стальяно – Fashionistas Safado: Berlin | Джун – Pirates II: Stagnetti's Revenge ; Эли Кросс – Icon                                                   |
| Лучший режиссёр — иностранное издание       | Нарцис Бош — Hot Rats           | Рокко Сиффреди — Who Fucked Rocco?                    | Пьер Вудман — Sex City                       | Алессандро дель Мар — Dangerous Sex         | Хуан Карлос и Хесус Вильяобос – Jason Colt: Mystery of the Sexy Diamonds Кристоф Кларк – Nasty Intentions 2 |
| Лучший оператор                             | Flirts — Эндрю Блейк            | The New Devil in Miss Jones — Ральф Рэйферт           | FUCK — Франко Клоус                          | Fashion Underground                         | Paid Companions                                                                                             |
| Лучший фильм, состоящий только из порносцен | Stuntgirl                       |                                                       |                                              |                                             | |
| Лучшее видео, состоящее только из порносцен |                                 | Squealer                                              | TIE: Blacklight Beauties & Neu Wave Hookers  |                                             | Alexis Texas is Buttwoman                                                                                   |
| Лучшее лесбийское видео                     | The Connasseur                  | Belladonna's Fucking Girls                            | Belladonna: No Warning                       | Girlvana 3                                  | Girlvana 4                                                                                                  |
| Лучший арендный титул года                  | Одна ночь в Пэрис               | The Masseuse                                          | Pirates                                      | Debbie Does Dallas...Again                  | Cheerleaders                                                                                                |
| Самый продаваемый титул года                | Одна ночь в Пэрис               | 1 Night in China                                      | Pirates                                      | Pirates                                     | |

## Победители 2010—2014
|                                         | 2010                                                                                  | 2011 | 2012                                                              | 2013                                                     | 2014                                                                |
| --------------------------------------- | ------------------------------------------------------------------------------------- | --- | ----------------------------------------------------------------- | -------------------------------------------------------- | ------------------------------------------------------------------- |
| Лучшая новая старлетка                  | Кэгней Линн Картер                                                                    | Грейси Глэм | Бруклин Ли                                                        | Реми Лакруа                                              | Миа Малкова                                                         |
| Лучшая исполнительница года             | Тори Блэк                                                                             | Тори Блэк | Бобби Старр                                                       | Аса Акира                                                | Бонни Роттен                                                        |
| Лучший исполнитель года                 | Мануэль Феррара                                                                       | Эван Стоун | Мануэль Феррара                                                   | Джеймс Дин                                               | Мануэль Феррара                                                     |
| Лучший новичок                          | Дэйн Кросс                                                                            | Сет Гэмбл | Ксандер Корвус                                                    | Логан Пирс                                               | Айк Дизель                                                          |
| Невоспетая старлетка года               | Шона Ленэй                                                                            | Чарли Чейз | Бриджит Би                                                        | Брэнди Энистон                                           | Пресли Харт                                                         |
| Лучшая актриса                          | Кимберли Кейн — The Sex Files: A Dark XXX Parody                                      | Энди Сан Димас — This Ain’t Glee XXX и Индия Саммер — An Open Invitation: A Real Swinger’s Party in San Francisco | Джесси Эндрюс – Portrait of a Call Girl                           | Лили Картер – Wasteland                                  | Реми Лакруа – The Temptation of Eve (New Sensations Erotic Stories) |
| Лучший актер                            | Эрик Свисс — Not Married With Children XXX                                            | Том Байрон — The Big Lebowski: A XXX Parody                                                                       | Дэйл Дабоун – Elvis XXX: A Porn Parody                            | Стивен Ст. Круа – Torn                                   | Томми Пистол - Evil Head                                            |
| Лучшая актриса второго плана            | Пенни Флейм — Deep Throat                                                             | Лекси Белл — Batman XXX: A Porn Parody                                                                            | Джесси Джейн – Fighters                                           | Капри Андерсон – Pee-Wee's XXX Adventure: A Porn Parody  | Брэнди Энистон – Not The Wizard of Oz XXX                           |
| Лучший актер второго плана              | Том Байрон — Deep Throat                                                              | Эван Стоун — Batman XXX: A Porn Parody                                                                            | Ксандер Корвус – Star Trek: The Next Generation - A XXX Parody    | Том Байрон – Star Wars XXX: A Porn Parody                | Ксандер Корвус – Underworld                                         |
| Лучший режиссёр                         | Дэвид Аарон Кларк — Pure                                                              | Брэд Армстронг — Speed                                                                                            | Грэм Тревис – Portrait of a Call Girl                             | Грэм Трэвис – Wasteland                                  | Брэд Армстронг – Underworld                                         |
| Лучший режиссёр — иностранное издание   | Муар Кэнди (Луи Муар/Макс Кэнди) – Ritual и Пол Чаплин — Black Beauty: Escape to Eden | Пол Чаплин — Department S, Mission One: City of Broken Angels                                                     | Этторе Буччи – Mission Asspossible                                | Макс Кэнди – Inglorious Bitches                          | Макс Кэнди и Майкл Нинн – The Ingenuous                             |
| Лучшая лесбийская секс-сцена            | Deviance — Ева Анджелина, Тиган Пресли, Санни Леоне, Алексис Тексас                   | Meow! — Дженна Хейз, Моник Александр                                                                              | Cherry 2 – Мисси Мартинес, Зои Холлоуэй, Даймонд Фокс, Бруклин Ли |                                                          |                                                                     |
| Самая жесткая секс-сцена                | Belladonna: No Warning 4 — Бобби Старр                                                | Belladonna: Fetish Fanatic 8 — Adrianna Nicole, Amy Brooke, Allie Haze                                            | American Cocksucking Sluts – Бруклин Ли & Джуэлз Вентура          | Voracious: The First Season — Бруклин Ли, Рокко Сиффреди |                                                                     |
| Лучший фильм                            | The 8th Day — МонМаргус, Дэвид Лорд & Рен Савант                                      | BatfXXX: Dark Night — Фликтор & Бутч                                                                              | Spiderman XXX: A Porn Parody – Аксель Браун & Эли Кросс           | Wasteland (Best Drama)                                   |                                                                     |
| Лучший саундтрек                        | Live In My Secrets — Рокфорд Кабайн, Combichrist & Ин Деймонс                         | This Ain’t Glee XXX                                                                                               | Elvis XXX: A Porn Parody                                          |                                                          | Grease XXX: A Parody                                                |
| Лучшая серия фильмов                    | Addicted — Майлз Лонг                                                                 | Don’t Make Me Beg — Джон Лесли                                                                                    | The Bombshells – Elegant Angel Productions                        |                                                          |                                                                     |
| Лучшее видео                            | Evalutionary                                                                          | Just Jenna | Asa Akira Is Insatiable 2                                         |                                                          |                                                                     |
| Лучшая иностранная исполнительница года | Алетта Оушен                                                                          | Эйнджел Дарк | Алеска Даймонд                                                    | Алеска Даймонд                                           | Анисса Кейт                                                         |
| Лучший арендный титул года              | Pirates II: Stagnetti’s Revenge                                                       | Batman XXX: A Porn Parody                                                                                         |                                                                   |                                                          |                                                                     |
| Самый продаваемый титул года            | Pirates II: Stagnetti’s Revenge                                                       | Batman XXX: A Porn Parody                                                                                         |                                                                   |                                                          |                                                                     |

## Победители 2015—2019
|                                        | 2015                                                                                                  | 2016                                                                    | 2017 | 2018 | 2019                                                                                              |
| Лучшая новая старлетка                 | Круз Картер                                                                                           | Абелла Дейнджер                                                         | Холли Хендрикс | Джилл Кэссиди | Айви Вулф                                                                                         |
| Лучшая исполнительница года            | Анника Элбрайт                                                                                        | Райли Рид                                                               | Адриана Чечик | Анджела Уайт | Анджела Уайт                                                                                      |
| Лучший исполнитель года                | Мик Блу                                                                                               | Мик Блу                                                                 | Мик Блу | Маркус Дюпри | Мануэль Феррара                                                                                   |
| Лучший новичок                         | Роб Пайпер                                                                                            | Брэд Найт                                                               | Рикки Джонсон | Хуан "Эль Кабалло" Локо                                                                                                   | Джейсон Лав                                                                                       |
| Невоспетая старлетка года              | Пресли Харт                                                                                           |                                                                         | | |                                                                                                   |
| Лучшая актриса                         | Картер Круз – Second Chances                                                                          | Пенни Пакс – The Submission of Emma Marx: Boundaries                    | Клейо Валентьен – Suicide Squad XXX: An Axel Braun Parody                                                         | Сара Лав - The Faces of Alice                                                                                             | Элиза Джейн – Anne: A Taboo Parody                                                                |
| Лучший актёр                           | Стивен Сент-Круа – Wetwork                                                                            | Томми Пистол – Stryker                                                  | Ксандер Корвус – The Preacher’s Daughter                                                                          | Томми Пистол - Ingenue | Сет Гэмбл – Deadpool XXX: An Axel Braun Parody                                                    |
| Лучшая актриса второго плана           | Вероника Авлав – Cinderella XXX: An Axel Braun Parody                                                 | Клейо Валентьен – Batman v Superman XXX: An Axel Braun Parody           | Джоанна Энджел – Cindy Queen of Hell                                                                              | Кристен Скотт – Half His Age: A Teenage Tragedy                                                                           | Джоанна Энджел – A Trailer Park Taboo                                                             |
| Лучший актёр второго плана             | Ксандер Корвус – Holly…Would                                                                          | Стивен Сент-Круа – Peter Pan XXX: An Axel Braun Parody                  | Брэд Армстронг – The Preacher’s Daughter                                                                          | Смайл Хандс – Half His Age: A Teenage Tragedy                                                                             | Чарльз Дера – Cartel Sex                                                                          |
| Лучшая иностранная актриса             | Анисса Кейт                                                                                           | Миша Кросс                                                              | Миша Кросс | Жасмин Джей | Анисса Кейт                                                                                       |
| Лучший режиссёр года                   | Мэйсон                                                                                                | Грег Лански                                                             | Грег Лански | Грег Лански | Кайден Кросс                                                                                      |
| Лучший режиссёр – Feature              | Брэд Армстронг – Aftermath                                                                            | Пол Диб – Marriage 2.0                                                  | Джеки Сент - Джеймс – The Submission of Emma Marx: Exposed                                                        | Аксель Браун – Justice League XXX: An Axel Braun Parody                                                                   | Аксель Браун – The Possession of Mrs. Hyde                                                        |
| Лучший режиссёр — иностранное издание  | Эрве Бодилис – Anissa Kate the Widow                                                                  | Дик Буш – The Doctor                                                    | Джон Стальяно – Hard in Love                                                                                      | Эрве Бодилис и Паскаль Лукас – Revenge of a Daughter                                                                      |                                                                                                   |
| Лучшая сцена М / Д                     | Айдра Фокс и Райан Мэдисон – Jean Fucking                                                             | Эбигейл Мак и Флэш Браун – Black & White 4                              | Кендра Сандерленд, Мик Блу – Natural Beauties                                                                     | Анджела Уайт и Мануэль Феррара - Angela 3, AGW/Girlfriends                                                                | Ави Лав и Рамон Номар – The Possession of Mrs. Hyde                                               |
| Лучшая лесбийская сцена                | | Анджела Уайт, Алексис Тексас и Анника Элбрайт – Angela 2                | Серена Блэр, Селеста Стар и Аликс Линкс – AI: Artificial Intelligence                                             | Мелисса Мур, Эльза Джин и Адриа Рэй: Best New Starlets 2017                                                               | Айви Вулф, Элиза Джейн и Дженна Сатива – A Flapper Girl Story                                     |
| Самая возмутительная сексуальная сцена | Адриана Чечик, Эрик Эверхард, Джеймс Дин и Мик Блу – "Two’s Company, Three’s a Crowd", из Gangbang Me | Леа Лексис и Томми Пистол – "Nightmare for the Dairy Council", Analmals | Холли Хендрикс, Адриана Чечик и Маркус Дюпре “Creamy Bottom Fun Ball Happy Time,” Holly Hendrix’s Anal Experience | Viking Girls Gone Horny, Desire/Girlfriends; Лея Фэлкон и Офелия Рэйн в “Well There’s ONE Place You Can Put an AVN Award” | Шарлотта Сартр, Марго Даунонм & Томми Пистол в "My First Boy/Girl/Puppet" из The Puppet Inside Me |
| МИЛФ Исполнительница года              | Индия Саммер                                                                                          | Кендра Ласт                                                             | Кендра Ласт | Чери Девилль | Чери Девилль                                                                                      |
| Лучший лесбийский выпуск               | Alexis & Asa, и Women Seeking Women 100 (ничья)                                                       |                                                                         | | Angela Loves Women 3, AGW/Girlfriends                                                                                     | Angela Loves Women 4, AGW/Girlfriends                                                             |
| Лучший МИЛФ релиз                      | Dirty Rotten Mother Fuckers 7                                                                         |                                                                         | Dirty Rotten Mother Fuckers 10                                                                                    | MILF Performers of the Year 2017, Elegant Angel Productions                                                               | MILF Performers of the Year 2018, Elegant Angel Productions                                       |
| Лучший иностранный фильм               | Anissa Kate the Widow                                                                                 | The Doctor                                                              | Sherlock: A XXX Parody                                                                                            | Bulldogs | A 40 Year Old Widow                                                                               |
| Лучшая сексуальная комедия             | Bikini Babes Are Shark Bait                                                                           | Love, Sex & TV News                                                     | Cindy Queen of Hell                                                                                               | Jews Love Black Cock | Love in the Digital Age                                                                           |

## Победители 2020–2024
|                                                   | 2020                                                                                     | 2021                                                                         | 2022                                                                  | 2023 | 2024                                                                                      |
| ------------------------------------------------- | ---------------------------------------------------------------------------------------- | ---------------------------------------------------------------------------- | --------------------------------------------------------------------- | --- | ----------------------------------------------------------------------------------------- |
| Лучшая новая старлетка                            | Джанна Диор                                                                              | Скарлит Скандал                                                              | Блейк Блоссом                                                         | Чарли Саммер                                                                                                 | Шанель Камрин                                                                             |
| Лучшая исполнительница года                       | Анджела Уайт                                                                             | Эмили Уиллис                                                                 | Джанна Диор                                                           | Кира Нуар | Ванна Бардо                                                                               |
| Лучший исполнитель года                           | Смайл Хандс                                                                              | Смайл Хандс                                                                  | Томми Пистоль                                                         | Сет Гэмбл | Айсия Максвелл                                                                            |
| Лучший новичок                                    | Вилл Пулдер                                                                              | Алекс                                                                        | Антон Харден                                                          | Лаки Фэйт | Холливуд Кеш                                                                              |
| Лучшая женская роль                               | Айви Вулф – If It Feels Right                                                            | Анджела Уайт – Seasons                                                       | Лейси Леннон – Black Widow XXX                                        | Блейк Блоссом – An Honest Man                                                                                | Мейтленд Уорд – My DP 6                                                                   |
| Лучший актер                                      | Томми Пистоль – The Aura Doll (Future Darkly: The Complete Second Season \| DVD)         | Томми Пистоль – Another Life                                                 | Томми Пистоль – Second Chance                                         | Томми Пистоль – The Bargain                                                                                  | Томми Пистоль – We Are Alone Now                                                          |
| Лучшая актриса в главной роли                     | Анджела Уайт – Perspective                                                               | Мейтленд Уорд – Muse                                                         | Кенна Джеймс – Under the Veil                                         | Мейтленд Уорд – Drift                                                                                        | Кира Нуар – Machine Gunner                                                                |
| Лучший актер в главной роли                       | Сет Гэмбл – Perspective                                                                  | Сет Гэмбл – A Killer on the Loose                                            | Томми Пистоль – Under the Veil                                        | Сет Гэмбл – Going Up                                                                                         | Томми Пистоль – Feed Me                                                                   |
| Лучшая актриса второго плана                      | Мейтленд Уорд – Drive                                                                    | Кира Нуар – Primary                                                          | Кира Нуар – Casey: A True Story                                       | Кира Нуар – Sorrow Bay                                                                                       | Виктория Воксс – Primary 3                                                                |
| Лучший актер второго плана                        | Томми Пистоль – The Gang Makes a Porno: A DP XXX Parody                                  | Ксандер Корвус – The Summoning                                               | Томми Пистоль – Casey: A True Story                                   | Томми Пистоль – Griners                                                                                      | Дэнни Ди - Space Junk                                                                     |
| Лучшая иностранная исполнительница года           | Литтл Каприз                                                                             | Клеа Готье                                                                   | Литтл Каприз                                                          | Литтл Каприз                                                                                                 | Черри Кисс                                                                                |
| Лучший иностранный исполнитель года среди мужчин  | Дэнни Ди                                                                                 | Рокко Сиффреди                                                               | Альберто Бланко                                                       | Дэнни Ди | Винс Картер                                                                               |
| Режиссер года                                     | Кайден Кросс                                                                             | Кайден Кросс                                                                 | Рики Гринвуд                                                          | Кайден Кросс                                                                                                 | Дерек Дозер                                                                               |
| Лучший режиссер – Комедия                         | Уилл Райдер – Love Emergency                                                             | Кейси Калверт & Эли Кросс – Cougar Queen: A Tiger King Parody                | Жюль Джордан – Flesh Hunter 15                                        | |                                                                                           |
| Лучший режиссер – Драма                           | Кайден Кросс – Drive                                                                     | Кайден Кросс – Muse                                                          | Кайден Кросс – Psychosexual                                           | |                                                                                           |
| Лучший режиссер – Зарубежный полнометражный фильм | Элис Локанта – Rebecca, An Indecent Story                                                | Эрве Бодилис – A Perfect Woman                                               | Джулия Гранди – Jia                                                   | |                                                                                           |
| Лучшая сцена М/Д                                  | Джанна Диор и Мик Блу – Unlocked (Relentless \| DVD)                                     | Мейтленд Уорд и Прессуре – Higher Power (f. Mistress Maitland), Deeper/Pulse | Джанна Диор и Трой Франсиско – Psychosexual Part I, Blacked Raw/Vixen | Блейк Блоссом и Джакс Слайхер – Dream Slut, Blonde, Stacked, Blake Blossom Worships Jax Slayher's Giant Cock | Вайолет Майерс и Крис Даймон – She Ruined Me, Deeper                                      |
| Лучшая лесбийская сцена                           | Айдра Фокс и Кристен Скотт – Teenage Lesbian                                             | Эльза Джин и Эмили Уиллис – Influence Elsa Jean, Tushy                       | Ванна Бардо и Эмили Уиллис – Light Me Up, Explicit Acts, Slayed       | Ванна Бардо и Джанна Диор – Heat Wave                                                                        | Ванна Бардо и Лиз Джордан – Punch, Slayed                                                 |
| Лучшая лесбийская сцена группового секса          | Райли Рид, Анджела Уайт и Катрина Джейд – I Am Riley                                     | Эмили Уиллис, Райли Рид и Кристен Скотт – Paranormal                         |                                                                       | Джанна Диор, Джилл Кэссиди и Наталья Никс – Close Up                                                         | Блейк Блоссом, Ванесса Скай, Айдра Фокс – Lesbian Threesome Scene 3, Sweetheart/Mile High |
| Самая возмутительная сексуальная сцена            | Чери Девилл и Майкл Вегас – The Ghost Rocket (Future Darkly: The Complete Second Season) | Виктория Воксс, Джулия Энн, и Стив Холмс – Move Over, Linda Blair            | Скарлет Чейз – Anal Slime Bath                                        | Эшли Лейн и Томми Пистоль – The Bargain                                                                      | Ана Фоксх и Томми Пистоль – Raining Blood (в "Night of the Jizzed-In Dead")               |
| МИЛФ Исполнительница года                         | Алексис Фоукс                                                                            | Черри Девиль                                                                 | Алексис Фоукс                                                         | Черри Девиль                                                                                                 | Пенни Барбер                                                                              |
| Лучший лесбийский сериал или канал                | Women Seeking Women, Girlfriends Films                                                   | Women Seeking Women, Girlfriends Films                                       |                                                                       | Cravings, Slayed/Pulse                                                                                       | Touch, Slayed/Pulse                                                                       |
| Лучшая МИЛФ постановка                            | 40 Years Old, Temptations of a Married Woman                                             |                                                                              | Moms Teach Sex 26, Nubiles/Pulse                                      | |                                                                                           |
| Лучшее зарубежное производство                    | Elements                                                                                 | Impulses                                                                     | One Night in Barcelona, Dorcel/Pulse                                  | Revenge, Dorcel/Pulse                                                                                        | Missing, Dorcel/Pulse                                                                     |
| Лучшая комедия                                    | Love Emergency                                                                           |                                                                              |                                                                       | |                                                                                           |
| Лучший интернет-магазин розничной Торговли        | adultempire.com                                                                          | adultempire.com                                                              | Bellesa Boutique                                                      | PinkCherry                                                                                                   | PinkCherry                                                                                |

## Специальные награды
Лучший розничный веб—сайт (Аренда) — WantedList

Лучший розничный веб—сайт (Распродажи) — AdultDVDEmpire.com

### Reuben Sturman Award
- 2005: Harry Mohney, Déjà Vu Showgirls